# Christian Arnold (Maler)
Christian Arnold (* 11. März 1889 in Fürth, Bayern; † 4. April 1960 in Bremen) war ein deutscher Maler der neuen Sachlichkeit.
Nach einer Bildhauerlehre und einer zweijährigen Wanderschaft ließ er sich in Bremen nieder. Er heiratete dort 1912 Agnes Mäder, das Paar bekam in den Folgejahren drei Söhne.

## Erster Weltkrieg
Während des Ersten Weltkriegs wurde Arnold eingezogen, an der Ostfront schwer verwundet und musste zwölf Monate in einem Lazarett verbringen. Als er 1917 entlassen wurde, war seine linke Hand vollkommen gelähmt, eine Berufstätigkeit als Bildhauer kam nicht mehr in Frage. Arnold entschloss sich, Maler zu werden. Nach einem kurzen Besuch der Kunstgewerbeschule in Bremen, deren Atmosphäre er als zu eng empfand, begann er, sich als Autodidakt weiter zu bilden.

## Weimarer Republik
In den entbehrungsreichen Jahren nach dem Krieg konnte Arnold seine Familie durch eine Anstellung als technischer Zeichner bei den Elektrizitätswerken ernähren, fast seine gesamte Freizeit widmete er der Malerei. Es entstanden viele Federzeichnungen und die ersten Aquarelle sowie Holzschnitte. Die große Inflation 1923 brachte alle künstlerische Tätigkeit zum Erliegen.
Bereits im folgenden Jahr gab Arnold – entgegen den Bitten seiner Frau – seine Arbeit als technischer Zeichner auf, um ausschließlich als Maler tätig sein zu können. Aus diesen Jahren sind nur wenige Arbeiten erhalten; sie spiegeln eine Hinwendung Arnolds zu neuen Ausdrucksformen wider, die über seine ursprünglichen klassischen Techniken und expressionistischen Formen hinausgehen und sich der Neuen Sachlichkeit annähern. Er wurde Mitglied im Künstlerbund Bremen und der in Bremen gegründeten „Vereinigung für junge Kunst“, trat Arnold 1925 bei. Mit ihrer Unterstützung ging er zum ersten Mal mit einem Ausschnitt aus seinem Gesamtwerk an die Öffentlichkeit. Es folgten weitere Ausstellungen, gemeinsam mit Werken von Felixmüller, Davringhausen und anderen. Wie viele Künstler seiner Epoche sympathisierte er mit den sozialistisch-kommunistischen Idealen der Weimarer Zeit und engagierte sich auch politisch.
Gegen Ende der 1920er Jahre befand sich Arnold im Vollbesitz seiner künstlerischen Fähigkeiten. Er war außerordentlich produktiv, malte hunderte von Aquarellen, aber auch bedeutende Ölbilder. Sein Werk fand verstärkten Zuspruch in der Öffentlichkeit, was sich auch in den Verkaufszahlen widerspiegelte. Inspiriert durch einen Besuch in Prag (1928) entstanden in den Folgejahren zirka 300 Bilder nach Skizzen mit Motiven dieser Reise.
Durch seine exzessiven Arbeitszeiten und seinen starken Nikotinkonsum sowie seine Angewohnheit, beim Aquarellmalen den Pinsel mit den Lippen zu formen und dadurch auch Farbreste zu schlucken, erkrankte Arnold und musste zur Kur nach St. Peter-Ording. Dieser Aufenthalt brachte nicht nur eine deutliche Besserung seiner gesundheitlichen Verfassung, sondern auch neue Motive und Bilder.

## Nationalsozialismus
Nach Machtantritt der Nationalsozialisten wurde Arnold aus dem „Bremer Künstlerbund“ ausgeschlossen, ein Eintritt in die Reichskulturkammer wurde ihm verwehrt – und damit das Recht auf Ausstellungen und öffentlichen Verkauf. Die schlechte finanzielle Situation der Familie zwang ihn, wieder eine Lohnarbeit anzunehmen; Freunde beschafften ihm einen Arbeitsplatz bei der Schiffswerft „A.G. Weser“. Er malte an Abenden und Wochenenden, verkaufte allerdings nur wenig Werke.
Er hielt auch mit seiner Meinung zu den politischen Verhältnissen nicht hinterm Berg, verweigerte den Hitlergruß und wurde denunziert. Die Anklage lautete auf „Vorbereitung zum Hochverrat“; dieses „Vergehen“ konnte zwar im Prozess nicht nachgewiesen werden, aber wegen „Führerbeleidigung“ wurde Arnold zu einem Jahr Gefängnis verurteilt. Trotz eines Gnadengesuches seiner Frau musste er die Strafe in Vechta absitzen. Nach seiner Entlassung konnte er zunächst wieder bei der A.G. Weser tätig werden.
Infolge des mörderischen Krieges, mit dem die deutsche Wehrmacht Europa überzog, begannen die Alliierten, auch deutsche Städte zu bombardieren. Am 26. September 1944 wurde Arnolds Wohnhaus von einer Bombe getroffen. Über ein Drittel seines künstlerischen Lebenswerks wurde vernichtet: 120 große Ölgemälde, 700 Aquarelle, zahlreiche Holzschnitte, Zeichnungen und Skizzen. Vier Wochen später wurde Arnold erneut verhaftet; ihm wurden staatsfeindliche Äußerungen vorgeworfen. In der Untersuchungshaft erwartete er seinen Prozess, wieder wegen „Hochverrates“. Nur der Prozessverschleppung durch einen der Richter war es zu verdanken, dass Arnold nicht (wie in den letzten Monaten vor Kriegsende durchaus üblich) zum Tode verurteilt wurde. Vielmehr gelang es ihm nach dem Einmarsch der Amerikaner, das Gefängnis zu verlassen.

## Nachkriegszeit und Tod
Zweifellos war Arnold gezeichnet von den Schrecken und Misshandlungen seiner Haftzeit. Er sprach aber kaum über das Erlebte. Auch in seinen Werken scheinen sich diese Erfahrungen nicht widerzuspiegeln; er wandte sich seinen vertrauten Objekten zu, vor allem den Landschaften. Aber bald zog es ihn zu den Stätten der Zerstörung in seiner Heimatstadt. Es entstanden zahlreiche Trümmerbilder, darunter meisterhafte Federzeichnungen, insbesondere von Bremer Kirchen bzw. deren Ruinen, und Aquarelle.
Der Mangel an geeignetem Papier zwang ihn oftmals, auf Packpapier oder grauem Karton zu malen. Dafür eigneten sich Temperafarben besonders gut. 1948 konnte Arnold in der Bremer Kunsthalle ausstellen, zu Anfang der 1950er Jahre erreichte seine Produktivität wieder die der frühen 1930er. Immer deutlicher traten aber auch gesundheitliche Einschränkungen zutage, Arnold litt an Atemnot und Bronchialkatarrh. Trotzdem erprobte er in den ihm noch verbleibenden Jahren neue Techniken wie eine Mischung aus Tempera und Aquarell und dem Aufbringen von Tupfen auf Plakatkarton. Seine Sujets sind die alten: Landschaften, Städtebilder, vereinzelt Porträts.
Arnold starb am 4. April 1960 in Bremen.

## Wiederentdeckung
Erst gegen Ende der 1970er Jahre erinnerte man sich auch in einer breiteren Öffentlichkeit des Bremer Malers. Die „Neue Sachlichkeit“ wird als literarische und bildnerische Kunstrichtung vermehrt wahrgenommen. Unter großen Anstrengungen gelang es den Söhnen des Künstlers, ein Werkverzeichnis zu erstellen, das den gesamten zu dieser Zeit zugänglichen Bild-Bestand umfasst. Es folgten mehrere Ausstellungen in der Bremer Kunsthalle, privaten Galerien in Berlin und anderen Städten. Namhafte Galeristen und Kunsthäuser – zum Beispiel Ketterer, Hauswedell & Nolte, Lehr – bieten immer wieder Arnolds an, für die heute Preise bis zu 6000 Euro bezahlt werden.

## Werke (Auswahl)
- Aus einer Vorstadt. 1924
- Weiblicher Akt vor Landschaft. 1929
- Clivie. 1934
- Bildnis Frau Dr. Salander. Gouache und Bleistift, um 1924
- Winterlandschaft in Bremen. Aquarell über Bleistift, 1930/40er Jahre
- An der Küste. Gouache und Aquarell, 1930/40er Jahre